# Asemonea trispila
Asemonea trispila är en spindelart som beskrevs av Tang G., Yin C., Peng X. 2006. Asemonea trispila ingår i släktet Asemonea och familjen hoppspindlar. Inga underarter finns listade i Catalogue of Life.